# مهدی بوکامیر
مهدی بوکامیر (عربی: مهدي بوكامير؛ زادهٔ ۲۶ ژانویهٔ ۲۰۰۴) بازیکن فوتبال متولد بلژیک اهل مراکش است.
وی همچنین در تیم‌های ملی فوتبال زیر ۱۹ سال بلژیک و زیر ۲۳ سال مراکش بازی کرده است.